# Hisashi Katō
Hisashi Katō (japanisch 加藤 久, Katō Hisashi; * 24. April 1956 in Rifu, Präfektur Miyagi) ist ein ehemaliger japanischer Fußballspieler und -trainer.

## Nationalmannschaft
1978 debütierte Katō für die japanische Fußballnationalmannschaft. Katō bestritt 61 Länderspiele und erzielte dabei sechs Tore.

## Errungene Titel
- Japan Soccer League / J. League: 1983, 1984, 1986/87, 1990/91, 1991/92, 1993, 1994
- Kaiserpokal: 1984, 1986, 1987

## Persönliche Auszeichnungen
- Japan Soccer League Best Eleven: 1981, 1982, 1983, 1984, 1985/86, 1986/87, 1987/88, 1990/91, 1991/92